# 셔먼 하워드
셔먼 하워드(Sherman Howard, 1949년 6월 11일 ~ )는 미국의 텔레비전 배우, 영화배우, 성우, 연극 배우이다.

## 영화
- 위험한 소유 (2007년) - 스튜어트 역
- 맨 프럼 엘리시안 필즈 (2001년)
- 배트맨 비욘드 - 시리즈 (1999년)
- 배트맨 비욘드: 더 무비 (1999년)
- 피블의 모험 3 (1998년)
- 레트로액티브 (1997년) - 트루퍼 역
- 쥬니어는 문제아 3 (1995년)
- 의뢰인 - 시리즈 (1995년)
- OP 센터 (1995년)
- 히트 리스트 (1993년)
- 시티 레인져 (1993년)
- 법과 질서 (1990년)
- 리썰 웨폰 2 (1989년) - 암살자 역
- 케이 나인 (1989년)
- 전쟁의 사상자들 (1989년)
- 다크 엔젤 (1989년)
- 슈퍼보이 (1988년)
- 리썰 웨폰 (1987년)
- 살아있는 시체들의 밤 3 - 시체들의 날 (1985년) - 법 역
- 욕망의 그림자 (1984년)